# Mycetophila subrecta
Mycetophila subrecta är en tvåvingeart som beskrevs av Freeman 1954. Mycetophila subrecta ingår i släktet Mycetophila och familjen svampmyggor. Inga underarter finns listade i Catalogue of Life.